# 석문정
석문정(石門亭)은 경상북도 안동시 풍산읍 막곡리에 있는, 조선 선조 28년(1588)에 지은 김성일(1538∼1593)의 정자이다. 1985년 8월 5일 경상북도의 문화재자료 제34호로 지정되었다.

## 개요
조선 선조 28년(1588)에 지은 김성일(1538∼1593)의 정자이다.
김성일은 이곳 청성산 중턱에 정자를 짓고 칠백리 낙동강 맑은 물과 자연의 경관을 벗삼아 성리학 연구와 제자 양성에 노력하였다. 대유학자인 이황의 성리학을 계승하였으며, 선조 1년(1568)에 과거에 급제하여 경상도 관찰사를 지냈다.
규모는 앞면 4칸·옆면 2칸이며, 지붕은 옆에서 볼 때 여덟 팔(八)자 모양인 팔작지붕이다.

## 참고 문헌
- 석문정 - 국가유산청 국가유산포털